# Talwar
Ein Talwar (Hindi: तलवार, talvār; Urdu: تلوار; Englisch: Tulwar) ist ein indischer Säbel.

## Beschreibung
Ein Talwar hat eine gebogene Klinge, die der des persischen Shamshir und des türkischen Kilidsch sehr ähnlich ist. Der Unterschied der Klingen ist, dass die des Talwars breiter ist als die des Shamshirs, und dass dem Talwar die Klingenverbreiterung (Jelman) des Kilidsch fehlt. Viele Klingen sind aus dem indischen Wootz-Stahl gefertigt. Die Parierstange des Talwars ist kreuzförmig und meist zusammen mit dem Heft aus einem Stück hergestellt. Der Knauf ist scheibenförmig und hat oft einen scharfen, dornartigen Fortsatz am hinteren Ende. Die Griffe sind aus verschiedenen Materialien hergestellt wie Eisen, Messing oder auch Silber und werden durch ein Harz mit der Klingenangel verklebt. Bei manchen Talwars ist ein Faustschutzbügel an der Parierstange angebracht, der aber nicht mit dem Knauf verbunden ist. Die Scheiden bestehen aus lederüberzogenem Holz. Das Ortblech und das Endstück der Scheide werden aus Stahlblech hergestellt. Oft sind diese Säbel vergoldet, versilbert, oder mit Perlen und Edelsteinen besetzt, manche auch mit floralen Mustern verziert. Diese Handwerkstechnik, die man in Indien Koftgari nennt, findet hauptsächlich bei wertvolleren Stücken Anwendung. Die Scheiden werden oft mit farbigem Samt und mit verzierten Borten beschlagen. Es finden sich auch Scheiden, bei denen eine Befestigung für ein Beimesser angebracht ist. Es wird über Klingen berichtet, in die eine rinnenartige Vertiefung eingeschmiedet ist, in der Perlen gefasst sind. Manche Talwars dienen als reine Zeremonialwaffe.
Das Tegha ist eine sehr ähnliche Waffe; im Gegensatz zum Talwar hat das Tegha eine breitere, stärker gebogene Klinge.

## Geschichte
Der Talwar entstand in seiner klassischen Form etwa zu Zeiten des Mogulreiches (1526 bis 1858) in Indien. Bei Angriffen von muslimischen Streitkräften stellte sich heraus, dass die Kavallerieeinheiten neue Waffen benötigten. Der bis dahin benutzte Khanda war zu schwer für die Kavallerie. Daraufhin wurde der Talwar bei den Truppen eingeführt, wo er sich schon bald großer Beliebtheit erfreute. Der Talwar wird zum Teil bis heute von den Kriegerkasten der Sikhs, Rajputen und Marathen als Standes- und Prestigeobjekt getragen.

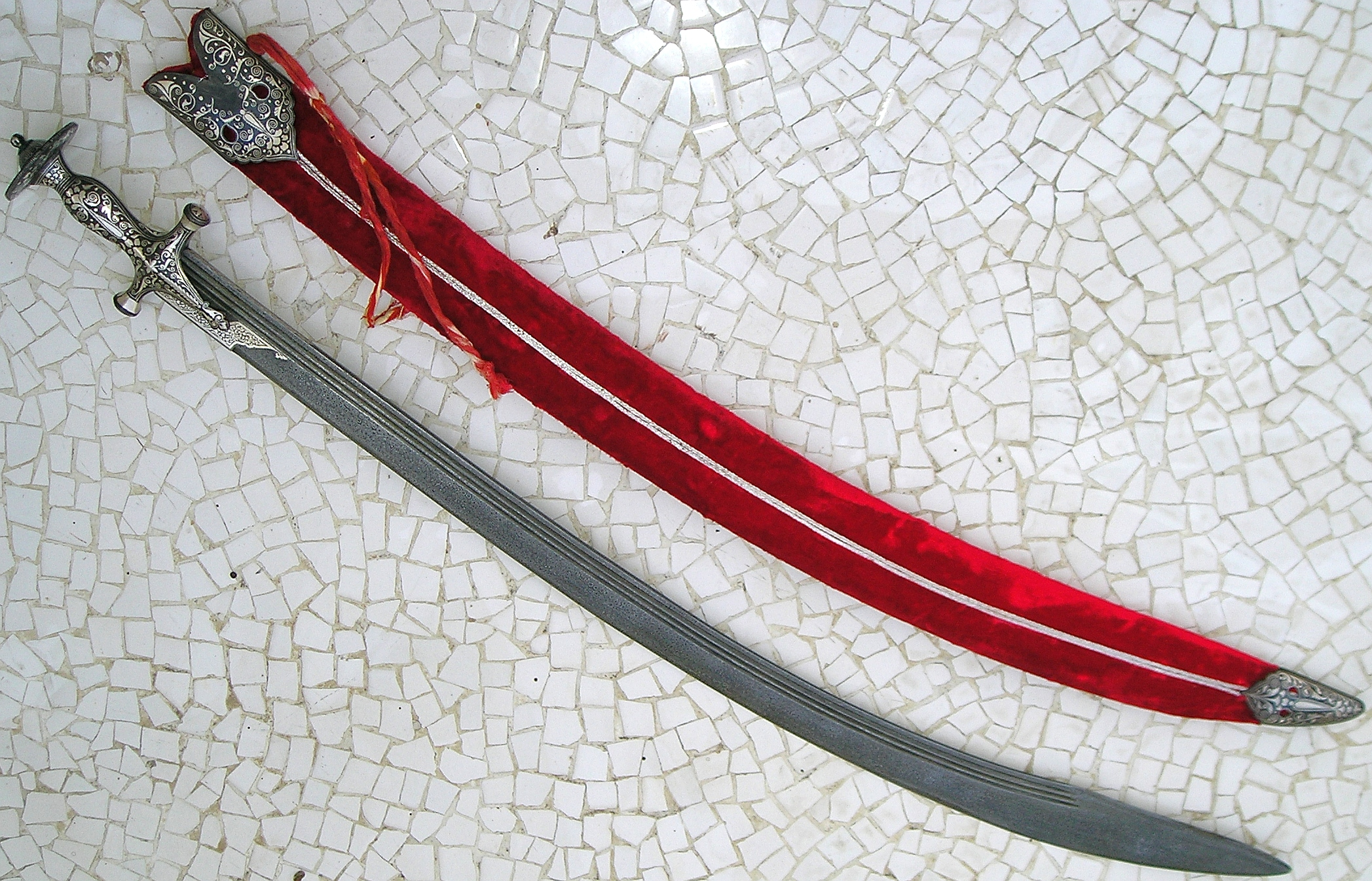
Talwar mit Wootz-Klinge
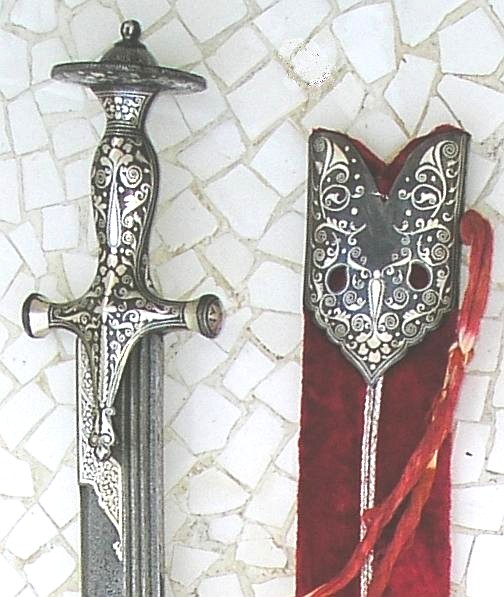
Koftgari, Bezeichnung für die (reichverzierte) Montur eines Talwars
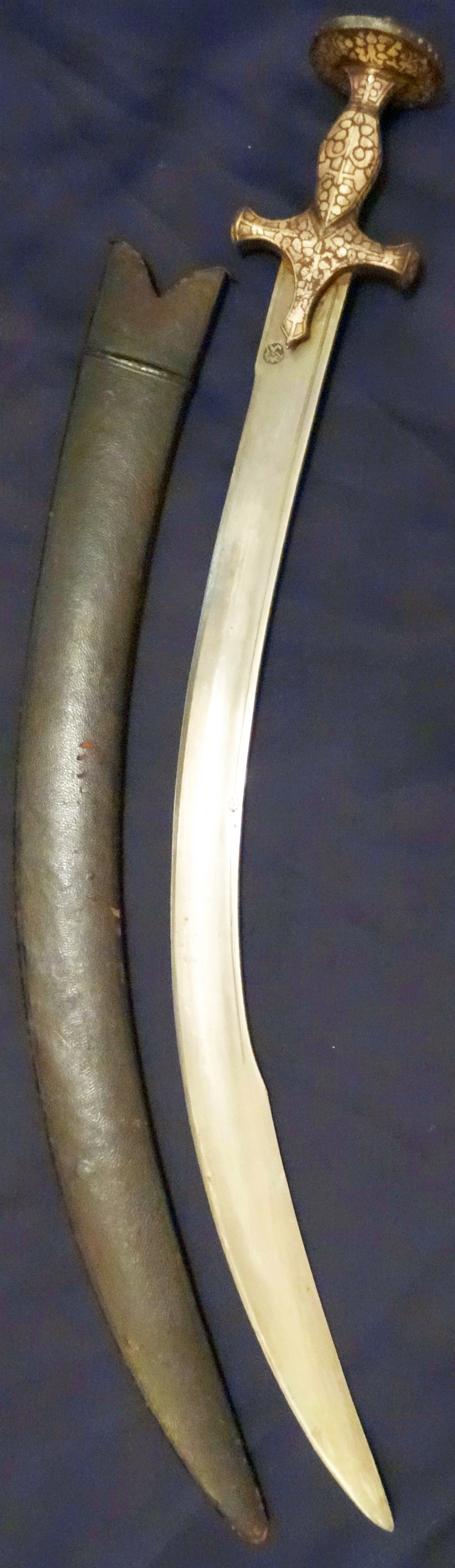
Talwar
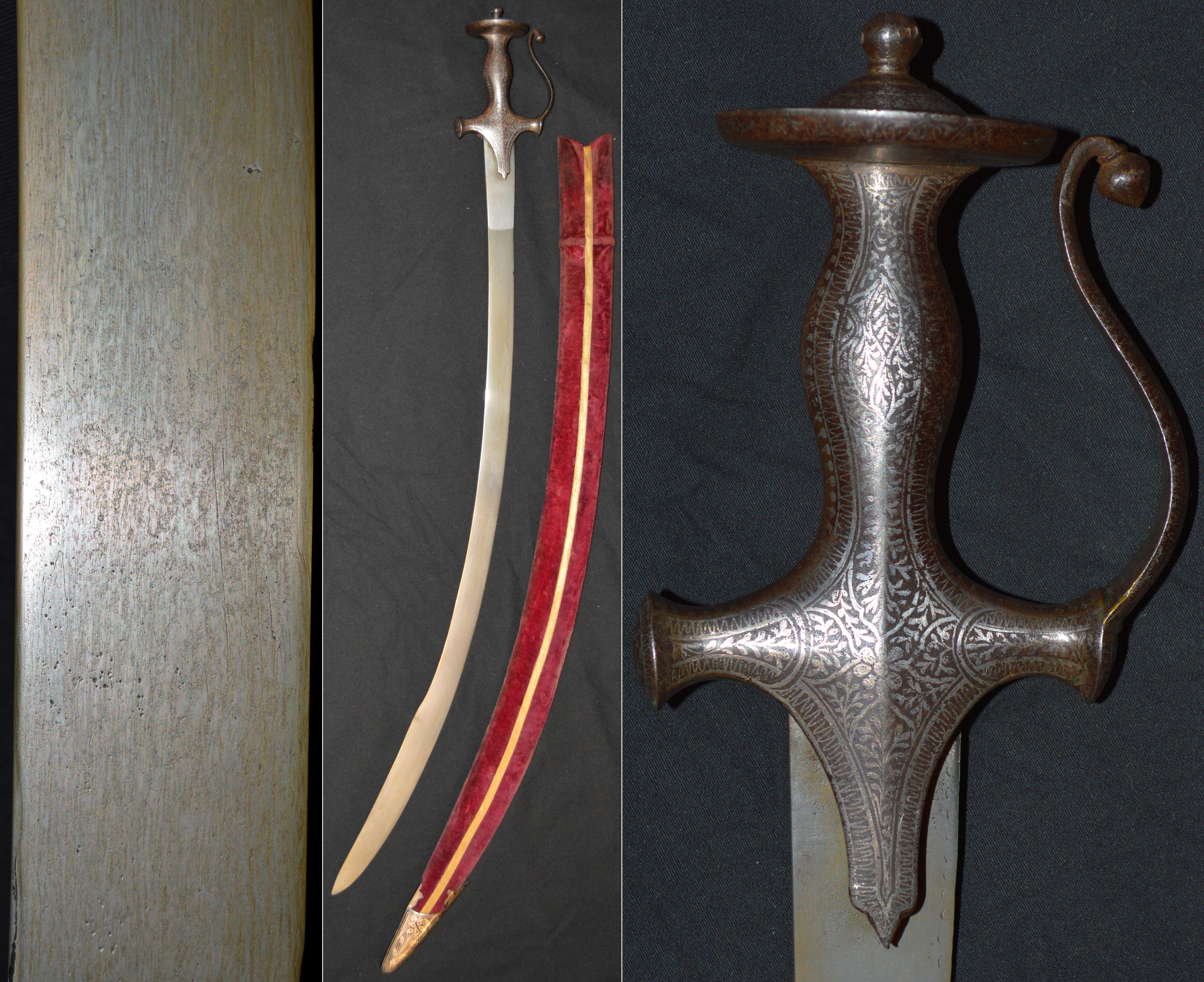
Talwar mit wootz-klinge, koftgari, Bezeichnung für die (reichverzierte) Montur eines talwars.

Entwicklungsgeschichtlich ist der Talwar mit folgenden Waffen verwandt:
- Pulwar
- Shamshir
- Kilidsch
- Khanda